# Paracercosporidium
Paracercosporodium Videira & Crous – rodzaj grzybów z rodziny Mycosphaerellaceae. Grzyby mikroskopijne.

## Systematyka i nazewnictwo
Pozycja w klasyfikacji według Index Fungorum: Mycosphaerellaceae, Mycosphaerellales, Dothideomycetidae, Dothideomycetes, Pezizomycotina, Ascomycota, Fungi.
Takson utworzyli w 2017 r. S.I.R. Videira i P.W. Crous.
Gatunki:
- Paracercosporidium microsorum (Sacc.) U. Braun, C. Nakash., Videira & Crous 2017
- Paracercosporidium tiliae (Peck) U. Braun, C. Nakash., Videira & Crous 2017

Nazwy naukowe i wykaz gatunków na podstawie Index Fungorum.
W Polsce występuje Paracercosporidium microsorum (podany pod nazwą Passalora microsora).